# García López de Cárdenas
García López de Cárdenas (I poł. XVI wieku) – hiszpański konkwistador, badacz południowozachodnich obszarów Stanów Zjednoczonych, uznawany za pierwszego Europejczyka, który odkrył Wielki Kanion Kolorado.
Cárdenas wziął udział w wyprawie Francisca Vásqueza de Coronado poszukującego mitycznych Siedmiu Miast Ciboli na terenach dzisiejszego Nowego Meksyku i Arizony.
25 sierpnia 1540 roku, wkrótce po dotarciu wyprawy do puebla Indian z plemienia Zuni Cárdenas, na czele garstki żołnierzy, został wysłany na zachód dla sprawdzenia prawdziwości doniesień Indian o wielkiej rzece. W połowie września dotarli do krawędzi Wielkiego Kanionu Kolorado w dzisiejszej Arizonie. Ponad półtora kilometra poniżej widzieli nurt rzeki Kolorado. Próbowali zejść do kanionu, ale po trzech dniach nieudanych prób zawrócili na wschód i dołączyli do formacji Coronada w okolicach puebla Zunich.

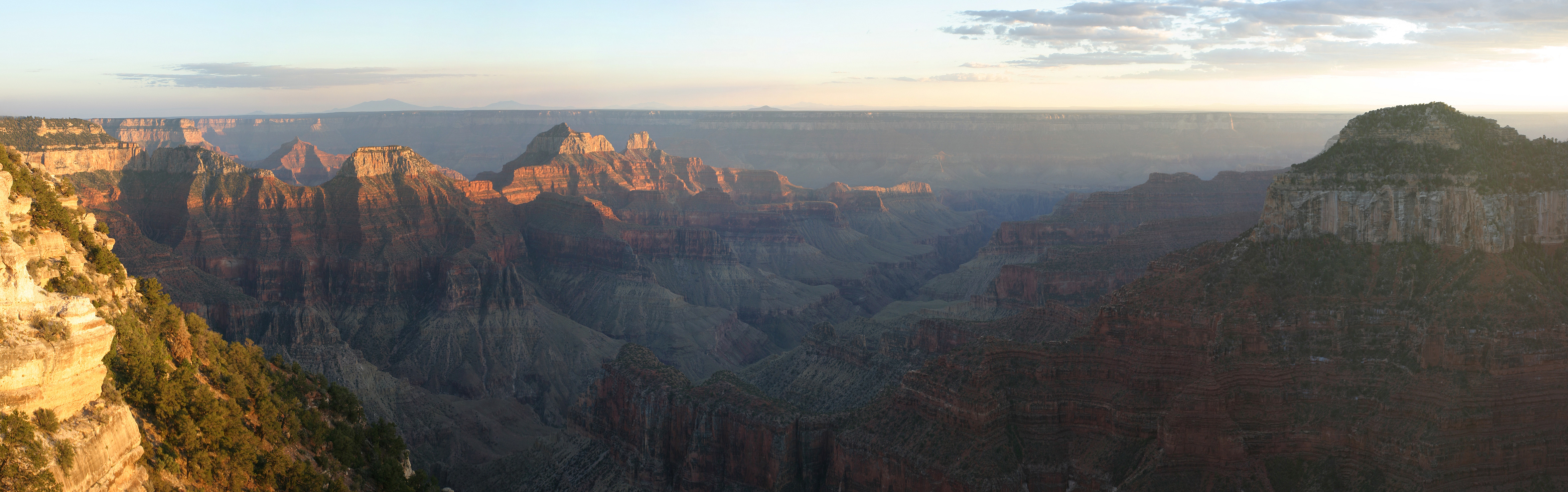
Wielki Kanion Kolorado odkryty przez García Lópeza de Cárdenasa

W tym samym czasie inny oddział wyprawy Coronada, pod dowództwem Hernanda de Alarcón, badał rzekę od jej ujścia do Zatoki Kalifornijskiej. García López de Cárdenas, po zakończeniu udziału w wyprawie Coronada, wrócił prawdopodobnie do Hiszpanii. Był pierwszym Europejczykiem, który dotarł do Wielkiego Kanionu. Następnym, w ponad dwieście lat później, był misjonarz hiszpański Francisco Tomás Hermenegildo Garcés podróżujący w tych stronach w roku 1776.